# Spoorlijn Lübeck Hauptgüterbahnhof - Lübeck-Genin
De spoorlijn Lübeck Hauptgüterbahnhof - Lübeck-Genin was een Duitse spoorlijn in Sleeswijk-Holstein en is als spoorlijn 1134 onder beheer van DB Netze.

## Geschiedenis
Het traject werd door de Lübeck-Büchener Eisenbahn aangelegd.

## Aansluitingen
In de volgende plaatsen was er een aansluiting op de volgende spoorlijnen:
Lübeck Hauptgüterbahnhof
DB 1120, spoorlijn tussen Lübeck en Hamburg
DB 1130, spoorlijn tussen Lübeck Hafen en Lübeck Hauptgüterbahnhof
DB 1135, spoorlijn tussen Lübeck Hauptgüterbahnhof en Lübeck-St Jürgen
Lübeck-St Jürgen Gaswerk II
DB 1136, spoorlijn tussen Lübeck-St Jürgen Gaswerk II en Lübeck-St Jürgen Walkmühlenweg